# Déclaration de Lausanne
La déclaration de Lausanne est un manifeste évangélique de juillet 1974 visant à promouvoir l'évangélisation chrétienne dans le monde entier. C'est l'un des documents les plus influents de l'évangélisme moderne, qui a permis de clarifier les termes de l'unité des évangéliques. Il a été rédigé lors du premier congrès international sur l'évangélisation du monde qui eut lieu à Lausanne, en Suisse, où il a été adopté par 2 300 leaders évangéliques présents.

## Histoire
Du 16 au 25 juillet 1974, le premier congrès de Lausanne a réuni environ 2 700 leaders chrétiens évangéliques de plus de 150 pays au palais de Beaulieu. Cette conférence a été convoquée par un comité dirigé par l'évangéliste américain Billy Graham,.
La conférence débouche sur la rédaction d'un manifeste religieux en juillet 1974 visant à promouvoir l'évangélisation chrétienne dans le monde entier. Il est signé par 2 300 des 2 700 représentants..
Le comité de rédaction du document en 15 points était présidé par le théologien britannique anglican John Stott qui est vu comme l'architecte de la déclaration. En plus de la signature de la déclaration, la conférence a également créé le Comité de Lausanne pour l'évangélisation du monde devenu Le Mouvement de Lausanne. La déclaration est écrite sous la forme d'une confession œcuménique, dans laquelle les signataires expriment leur honte d'avoir échoué à répandre l'Évangile de Jésus, La déclaration affirme spécifiquement les croyances contenu dans le Symbole de Nicée. Les signataires expriment leur intention de s'engager davantage dans la diffusion du christianisme dans le monde. La déclaration a été particulièrement influencée par les évangéliques sud-américains René Padilla et Samuel Escobar qui se firent porte-parole des leaders évangéliques des pays du Sud et donnèrent une coloration plus social au manifeste en insistant sur la nécessité de l'engagement socio-politique des chrétiens. 
Le document original est en anglais et a été traduit dans au moins vingt langues différentes. En 1989, quinze ans après la première conférence de Lausanne, le deuxième Congrès international sur l'évangélisation du monde (parfois appelé Lausanne II) s'est réuni à Manille, aux Philippines, et a adopté le Manifeste de Manille, une élaboration de la déclaration de Lausanne.
L'introduction de la déclaration est la suivante :

« Nous, membres de l’Église de Jésus-Christ, venus de plus de 150 nations participer au Congrès international pour l’évangélisation mondiale à Lausanne, nous louons Dieu pour son salut merveilleux, nous nous réjouissons de la communion qu’il nous a donnée avec lui-même et les uns avec les autres. Nous sommes profondément touchés de ce que Dieu accomplit aujourd’hui. Nous sommes poussés à nous repentir de nos manquements et stimulés par la tâche qui nous reste à accomplir dans le domaine de l’évangélisation. Nous croyons que l’Évangile est la Bonne Nouvelle de Dieu pour le monde entier. Avec l’aide de sa grâce, nous sommes décidés à obéir au commandement du Christ : proclamer cet Évangile à l’humanité entière et faire de toutes les nations des disciples. C’est pourquoi nous désirons affirmer notre foi et notre résolution et rendre public notre engagement. »

## Influence
D'après l'historien et sociologue français Sébastien Fath spécialisé dans l'étude du protestantisme évangélique, la déclaration de Lausanne a favorisé la mise en réseau des cellules évangéliques à l'international. Selon le journaliste Christian Willi, « ce document de référence pour les Églises, missions et ONG évangéliques « réconcilie deux visions de l'évangélisation » : l'annonce de l'Évangile par la prédication et l'annonce par le service (diaconie). En d'autres termes, la parole se rapproche des actes. Cela s'est traduit, par exemple, par la multiplication des ONG chrétiennes évangéliques dans le domaine humanitaire ».
En France, la déclaration de Lausanne est un des textes fondateurs du Conseil National des Évangéliques de France. Elle a également permis de relancer l'engagement social des protestants évangéliques, ainsi selon Patrick Guiborat, directeur de l'ONG protestante S.E.L, « L'équilibre trouvé à Lausanne a largement rassemblé et impulsé une fraiche dynamique mondiale en valorisant des actions sociales inhérentes au christianisme ». C'est l'un des documents les plus influents de l'évangélisme moderne, qui a permis de clarifier les termes de l'unité des évangéliques.

## Critiques
La déclaration de Lausanne a reçu un accueil mitigé dans les cercles évangéliques les plus conservateurs. Certains y voyant une redéfinition de la mission trop orientée sur l'action sociale, par rapport à une définition précédente axée uniquement sur la proclamation de l'Évangile. D'autres ont vu dans le mouvement de Lausanne le prélude a un œcuménisme évangélique.